# Carpha schlechteri
Carpha schlechteri är en halvgräsart som beskrevs av Charles Baron Clarke. Carpha schlechteri ingår i släktet Carpha och familjen halvgräs. Inga underarter finns listade i Catalogue of Life.